# Lancer du javelot féminin aux Jeux olympiques d'été de 2024
 (août 2024).
Pour des articles plus généraux, voir Athlétisme aux Jeux olympiques d'été de 2024 et Lancer du javelot aux Jeux olympiques.
Navigation
Tokyo 2020 Los Angeles 2028
L'épreuve du lancer du javelot féminin aux Jeux olympiques de 2024 se déroule les 7 et 10 août 2024 au Stade de France au nord de Paris, en France.

## Records
Avant cette compétition, les records dans cette discipline étaient les suivants :
| Record du monde  | Barbora Špotáková (CZE)   | 72,28 m | Stuttgart | 13 septembre 2008 |
| Record olympique | Olisdeilys Menéndez (CUB) | 71,53 m | Athènes   | 27 août 2004      |

## Programme
| Date            | Horaire | Manche         |
| --------------- | ------- | -------------- |
| Mercredi 7 août | 10 h 00 | Qualifications |
| Samedi 10 août  | 18 h 30 | Finale         |

## Résultats
Légende
- o : essai réussi
- x : essai manqué
- - : impasse

### Finale
A l'issue des 3 essais, les huit meilleures lanceuses bénéficient de 3 essais supplémentaires.
| Rang                                | Athlète                 | Pays           | Essais  | Essais  | Essais  | Essais  | Essais  | Essais  | Marque  | Notes |
| Rang                                | Athlète                 | Pays           | 1       | 2       | 3       | 4       | 5       | 6       | Marque  | Notes |
| ----------------------------------- | ----------------------- | -------------- | ------- | ------- | ------- | ------- | ------- | ------- | ------- | ----- |
| Médaille d'or, Jeux olympiques      | Haruka Kitaguchi        | Japon          | 65,80 m | 62,39 m | x       | 61,68 m | 64,73 m | x       | 65,80 m | SB    |
| Médaille d'argent, Jeux olympiques  | Jo-Ane van Dyk          | Afrique du Sud | 59,72 m | 61,72 m | 63,93 m | x       | 62,07 m | 57,07 m | 63,93 m |       |
| Médaille de bronze, Jeux olympiques | Nikola Ogrodnikova      | Tchéquie       | 58,13 m | x       | 63,68 m | 58,34 m | 61,45 m | 58,04 m | 63,68 m | SB    |
| 4                                   | Sara Kolak              | Croatie        | 57,86 m | 58,82 m | 63,40 m | 58,43 m | 62,31 m | 63,03 m | 63,40 m |       |
| 5                                   | Flor Denis Ruiz Hurtado | Colombie       | 60,49 m | 63,00 m | 62,41 m | 61,68 m | 60,14 m | 61,35 m | 63,00 m |       |
| 6                                   | Yulenmis Aguilar        | Espagne        | 62,78 m | x       | 60,17 m | x       | 61,58 m | x       | 62,78 m |       |
| 7                                   | Kathryn Mitchell        | Australie      | 62,63 m | 59,57 m | 60,31 m | 62,16 m | x       | x       | 62,63 m | SB    |
| 8                                   | Maria Andrejczyk        | Pologne        | 62,44 m | 60,52 m | x       | x       | x       | 57,74 m | 62,44 m |       |
| 9                                   | Elina Tzengko           | Grèce          | 61,85 m | x       | 57,90 m | NC      | NC      | NC      | 61,85 m |       |
| 10                                  | Momone Ueda             | Japon          | 59,57 m | 61,64 m | 59,79 m | NC      | NC      | NC      | 61,64 m | SB    |
| 11                                  | Marie-Therese Obst      | Norvège        | 61,14 m | 60,57 m | 58,78 m | NC      | NC      | NC      | 61,14 m |       |
| 12                                  | Mackenzie Little        | Australie      | 60,32 m | 56,94 m | 59,41 m | NC      | NC      | NC      | 60,32 m |       |

### Qualifications
Qualification : 62,00 m (Q) ou les 12 meilleures performances (q). 
| Rang | Groupe | Athlète                 | Pays             | Essais  | Essais  | Essais  | Marque  | Notes |
| Rang | Groupe | Athlète                 | Pays             | 1       | 2       | 3       | Marque  | Notes |
| ---- | ------ | ----------------------- | ---------------- | ------- | ------- | ------- | ------- | ----- |
| 1    | B      | Maria Andrejczyk        | Pologne          | 65,52 m | -       | -       | 65,52 m | Q, SB |
| 2    | B      | Sara Kolak              | Croatie          | 54,04 m | 64,57 m | -       | 64,57 m | Q, SB |
| 3    | B      | Flor Denis Ruíz Hurtado | Colombie         | 64,40 m | -       | -       | 64,40 m | Q     |
| 4    | A      | Jo-Ane van Dyk          | Afrique du Sud   | 64,22 m | -       | -       | 64,22 m | Q, PB |
| 5    | B      | Elina Tzengko           | Grèce            | 52,02 m | 61,09 m | 63,22 m | 63,22 m | Q, SB |
| 6    | A      | Mackenzie Little        | Australie        | 59,59 m | 62,82 m | -       | 62,82 m | Q     |
| 7    | B      | Haruka Kitaguchi        | Japon            | 62,58 m | -       | -       | 62,58 m | Q     |
| 8    | A      | Kathryn Mitchell        | Australie        | 58,71 m | 62,40 m | -       | 62,40 m | Q, SB |
| 9    | B      | Yulenmis Aguilar        | Espagne          | 61,95 m | 58,35 m | 59,92 m | 61,95 m | q     |
| 10   | B      | Marie-Therese Obst      | Norvège          | 61,82 m | x       | 55,40 m | 61,82 m | q     |
| 11   | A      | Nikola Ogrodnikova      | Tchéquie         | x       | 59,12 m | 61,16 m | 61,16 m | q     |
| 12   | B      | Momone Ueda             | Japon            | 56,77 m | 61,08 m | 56,87 m | 61,08 m | q     |
| 13   | B      | Adriana Vilagos         | Serbie           | 60,49 m | 60,17 m | 49,41 m | 60,49 m |       |
| 14   | B      | Petra Sicakova          | Tchéquie         | 60,47 m | 59,68 m | 59,44 m | 60,47 m |       |
| 15   | B      | Anete Sietina           | Lettonie         | 56,73 m | 59,46 m | 60,47 m | 60,47 m |       |
| 16   | A      | Maria Lucelly Murillo   | Colombie         | 60,38 m | 56,28 m | x       | 60,38 m | SB    |
| 17   | A      | Līna Mūze-Sirmā         | Lettonie         | 60,30 m | x       | x       | 60,30 m |       |
| 18   | A      | Christin Hussong        | Allemagne        | 57,00 m | 56,84 m | 59,99 m | 59,99 m |       |
| 19   | A      | Tori Peeters            | Nouvelle-Zélande | 54,81 m | 56,60 m | 59,78 m | 59,78 m |       |
| 20   | A      | Victoria Hudson         | Autriche         | 59,69 m | x       | x       | 59,69 m |       |
| 21   | A      | Marina Saito            | Japon            | 59,42 m | x       | 57,66 m | 59,42 m |       |
| 22   | B      | Lyu Huihui              | Chine            | 58,52 m | 55,38 m | 59,37 m | 59,37 m |       |
| 23   | A      | Dai Qianqian            | Chine            | 55,56 m | 56,18 m | 59,33 m | 59,33 m |       |
| 24   | A      | Maggie Malone-Hardin    | États-Unis       | 58,76 m | 56,82 m | 58,12 m | 58,76 m |       |
| 25   | B      | Liveta Jasiunaite       | Lituanie         | 58,35 m | x       | x       | 58,35 m |       |
| 26   | B      | Kelsey-Lee Barber       | Australie        | 56,32 m | 57,73 m | 56,56 m | 57,73 m | SB    |
| 27   | A      | Rhema Otabor            | Bahamas          | x       | 54,76 m | 57,67 m | 57,67 m |       |
| 28   | A      | Jucilene Sales de Lima  | Brésil           | x       | x       | 57,56 m | 57,56 m |       |
| 29   | A      | Annu Rani               | Inde             | 55,81 m | 53,22 m | 53,55 m | 55,81 m |       |
| 30   | B      | Anni-Linnea Alanen      | Finlande         | 55,30 m | 54,43 m | x       | 55,30 m |       |
| 31   | B      | Eda Tuğsuz              | Turquie          | 51,33 m | x       | 55,30 m | 55,30 m |       |
| 32   | A      | Dilhani Lekamge         | Sri Lanka        | 53,66 m | x       | 53,24 m | 53,66 m |       |

## Légende
Records et Performances
- AR : Record continental (area record)
- CR : Record des championnats (championship record)
- MR : Record du meeting (meet record)
- NR : Record national (national record)
- OR : Record olympique (olympic record)
- PR : Record paralympique (paralympic record)
- PB : Record personnel (personal best)
- SB : Meilleure performance personnelle de la saison (season's best)
- WL : Meilleure performance mondiale de l'année (world leader)
- WJR : Record du monde junior (world junior record)
- WR : Record du monde (world record)

Circonstances et Conditions
- DNF : N'a pas terminé (did not finish)
- DNS : N'a pas pris le départ (did not start)
- DQ : Disqualification (disqualification)
- NM : Aucun essai valable enregistré (No Mark)
- Q : Qualifié « directement » au prochain tour (ou à la prochaine compétition), lors d'une compétition majeure, grâce au classement ou à la réalisation des minima (automatic qualifier)
- q : Qualifié au prochain tour (ou à la prochaine compétition), lors d'une compétition majeure, grâce au repêchage ou à la réalisation de l'une des meilleures performances parmi celles des « non qualifiés directement » (grâce au meilleur temps ou à la meilleure distance par exemple) (secondary qualifier)